# Mythe des origines troyennes
Le mythe des origines troyennes est un mythe fondateur par lequel plusieurs cités, peuples et dynasties ont revendiqué des origines troyennes (d'Asie mineure, Troie se situant dans l'actuelle Turquie) peut-être à la suite de la circulation de l’Énéide, dans le but de légitimer et d'essentialiser leur identité et leurs origines anciennes et nobles.

## Mythe fondateur commun à plusieurs régions de l'Europe de l'Ouest
Les Romains dans l'Antiquité, puis des Belges, Français et Bretons du Haut Moyen Âge à la Renaissance ont vu dans les rescapés de la Troie antique leurs ancêtres directs.
Les Grecs antiques eux-mêmes avaient tendance à rattacher les peuples qu'ils fréquentaient, dont font partie les Troyens, à la culture grecque et à sa mythologie.
La légende de l’origine troyenne des Francs et celle de la Gaule belgique sont les plus connues au Moyen Âge. Elles ont été très populaire en France et dans le Hainaut du VIe au XIIe siècle avec notamment l'Épitomé de Frédégaire et ses fragments, la chronique de Hunibaud, Fréculphe) et surtout de Guyse. Il est possible qu'entre le début de l'Ère chrétienne où elle est déjà évoquée et le IXe siècle elle ait aussi été populaire, mais on manque de traces écrites pour cette période. En tous cas, plusieurs autres peuples européens que Belges et Francs, en particulier celtiques ont aussi revendiqué un lien avec la ville du roi Priam.

### Le schéma de ces légendes
La structure de la légende relève toujours plus ou moins d'un même modèle :
- Le « mythe » intègre le récit d'un voyage de rescapés de la Guerre de Troie. Ce voyage est plus ou moins décrit, et plus ou moins difficile et long selon les cas ; il se fait par mer et semble correspondre à la recherche d'un nouveau territoire où s'établir.
- Le récit fait toujours intervenir un « héros fondateur », plus ou moins éponyme.
- Le récit fondateur introduit progressivement des particularités des peuples et régions concernées, et révélatrice de la façon dont les peuples percevaient leur identité propre.
- Le récit, semble dans tous les cas donner lieu à des utilisations socio-politiques a posteriori (légitimation de pouvoir par la filiation, entretien du sentiment de fierté, d'appartenance ou d'unité).

### Analyse du récit légendaire et de ses fonctions
Depuis l'Antiquité avec par exemple Apollinaris Sidonius, de très nombreux historiens, écrivains, chroniqueurs, religieux ou poètes ont repris dans leurs œuvres ce thème ; de Virgile à Geoffroy de Monmouth et Ronsard en passant par Lucius de Tongres, Jacques de Guyse ou Frédégaire (voir sources primaires quand elles ont survécu).
Aux XVIIIe et XIXe siècles, la relative constance, persistance et uniformité de cette tradition antique, et sa présentation ancienne comme un fait bien réel, intriguait encore certains historiens tels que M. de Fortia qui se demandaient s'il pouvait cacher un fond de vérité, et lequel.
Au XIXe siècle, certains auteurs semble voir avec l'apport de ces Troyens « la fin de la première race » et d'autres (numismates spécialistes de l'époque médiévale par exemple) parleront pour l'époque mérovingienne de l'apparition d'une « seconde race », avec l'introduction d'une forme de civilisation nouvelle chez des peuples sauvages et barbares.
Plus récemment, ces légendes ont été citées et réétudiées par des historiens comme Colette Beaune, Bernard Guénée et Jacques Poucet (voir bibliographie).

## La légende de l'origine troyenne de peuples d'Afrique du Nord
Abordant le chapitre consacré à la Libye, Hérodote écrit dans son Histoire, livre IV, 191 : « A l'ouest du fleuve Triton, les Libyens laboureurs touchent aux Auséens ; ils ont des maisons, et se nomment Maxyes. Ils […] ils se disent descendus des Troyens ».
J. Bérard note qu'« une tradition déjà connue de Pindare au Ve siècle avant l'ère chrétienne voulait que les Doriens qui vinrent au VIIe siècle coloniser la Cyrénaïque eussent été accueillis à Cyrène par des Anténorides, descendants de Troyens partis d'Ilion lors du sac de la ville et venus sur la côte libyenne en compagnie d'Hélène. […] Diodore rapporte une tradition, également connue de Strabon selon laquelle une ville de Troie avait été fondée en Égypte par des captifs troyens qui y avaient été emmenés par Ménélas et qui là se révoltèrent ».

## La légende de l'origine troyenne des Romains
La légende d'Énée a été présente très tôt en Italie centrale. Il semble que le foyer de diffusion de la légende de la venue d'Énée au Latium ait été l'Étrurie. Néanmoins à Rome, le Troyen n'a durant longtemps pas été considéré comme l'ancêtre fondateur. De fait, celui-ci n'y a jamais reçu de culte.

## La légende de l'origine troyenne des Élymes
Les Élymes étaient un peuple de l’Antiquité, installé en Sicile occidentale. Ses origines ne sont pas connues mais selon une tradition très ancienne, reprise par Thucydide, les Élymes seraient des Troyens ayant quitté les rivages de l'Asie mineure après la destruction du palais de Priam, auxquels se seraient joints des habitants de Phocée. Cette thèse de l'origine troyenne des Élymes a eu un grand écho dans l'Antiquité. Les Romains, après avoir conquis la Sicile, accordèrent l'immunitas (une dispense de charges fiscales) aux habitants de la ville de Ségeste en mémoire de leur origine troyenne. Selon la tradition, ils descendent d'Élymos, un fils bâtard d'Anchise. Pour éviter d’être capturé par les Achéens, un groupe de ces Troyens parvint à s’échapper et, après un périple en Méditerranée, à s’installer en Sicile dans le voisinage des Sicanes. 
Avant Thucydide, le logographe Hellanicos de Lesbos (480-395), mentionne les Élymes comme un peuple italique qui aurait débarqué en Sicile quelques années avant les Sicules, thèse à prendre en compte dans le cadre des découvertes archéologiques effectuées à Ségeste.

## La légende de l'origine troyenne des Gaulois
Dès l'Antiquité, les Héduens et les Arvernes affirmaient être des « frères de sang » des Romains. Puisque ces derniers prétendaient être descendants d'Énée, cela ne pouvait que contribuer aux mythes des origines troyennes des peuples celtes.
Ce fond légendaire est retrouvé en Gaule, avec des Grecs qui auraient donné le nom de Paris à Lutèce en hommage au héros mythique Pâris, ou avec des Grecs troyens qui selon des auteurs anciens, eux-mêmes repris par des chroniqueurs médiévaux estiment qu'à la suite d'une importante famine, des crétois se sont exilés à partir de la cité crétoise Viánnos pour venir fonder la nouvelle ville de « Viánnos » (dont le nom aurait été romanisé en « Vienna ») ; un auteur affirmant que ces crétois seraient arrivés en Gaule au retour d'Idoménée de la Guerre de Troie[pas clair], ce qui évoque une autre légende fondatrice ; celle de Belgis, capitale mythique de la Gaule belgique qui aurait été créée par Bavo, prince troyen de la famille de Priam, volontairement exilé en Gaule à la suite de l'effondrement de Troie.

## La légende de l'origine troyenne des Francs
Dès le haut Moyen Âge, il existe plusieurs versions rapportant la légende de l’origine troyenne des Francs.
Créée sur le modèle de la légende antique de la fondation de Rome par les exilés troyens d'Énée, la légende franque est issue de deux textes datant de l'époque mérovingienne.
- Autour de 660, l'Historia Francorum de Frédégaire introduit Francion, fils de Friga, frère d'Enée, qui fonde avec ses compagnons un puissant royaume entre le Rhin et le Danube. Il bat les Alains et obtient le nom de Franc ou féroce.

- En 727, pour le Liber Historiae Francorum ou Gesta Regnum Francorum, la migration s'effectue autour d'Anténor et du jeune Priam. Ces derniers fondent Sicambrie[12] sur le Danube en Pannonie et battent les Alains, obtenant ainsi une exemption de tribut pour dix ans de l'empereur romain Valentinien.

L'Énéide était bien connue des érudits du VIIe siècle. Il est possible que ceux-ci s'en soit inspirés pour bâtir le mythe de l'origine troyenne des Francs. Sous-entendre que les Francs et les Romains avaient la même origine lointaine accorderait aux premiers une ascendance - et une légitimité - digne des seconds.
La plupart des textes de l'époque des Carolingiens puis des Capétiens n'apportent pas de nouveautés par rapport à ces deux versions. Parfois ces deux versions originelles sont regroupées en une seule dont Colette Beaune rétablit la trame générale dans son ouvrage Naissance de la nation France.
Le prince troyen Francion et ses compagnons quittent Troie en flammes et fondent la ville de Sicambrie. Leurs descendants y demeurent pendant des siècles et à la demande de l'empereur Valentinien, qui leur accorde dix ans de tribut, ils exterminent les Alains réfugiés dans le Palus Méotide. Dix ans plus tard, refusant de reprendre les paiements, ils se retirent en Germanie. Établis sur le Rhin, ils pénètrent en Gaule avec le chef franc Marcomir au IVe siècle.
Un élément important est ajouté avec Rigord. Une partie des Troyens quittent Sicambrie bien avant l'épisode des Alains sous la conduite du duc Ybor. Ces derniers s'installent en Gaule et fondent Lutèce et les grandes villes gauloises dès le IXe siècle av. J.-C.
L'adjonction de cet épisode a pour intérêt de donner aux Gaulois comme aux Francs les mêmes ancêtres troyens. Les Français du Moyen Âge sont donc issus d'un seul et même peuple et non d'un mélange car Francs et Gaulois sont du même sang. Dans le texte des Grandes Chroniques de France, il est dit que lorsque Marcomir, fils de Priam d'Autriche de la lignée de Priam de Troie, arriva en Gaule avec ses compagnons, c'est-à-dire les Francs, ils firent un seul peuple avec les descendants d'Ybor et de ses hommes, c'est-à-dire les Gaulois.
Il faut préciser à ce sujet que le mythe troyen et le mythe gaulois furent pendant un moment en opposition l'un contre l'autre en France. Les deux mythes purent être réconciliés dès lors qu'on affirma que les Gaulois, tout comme les Francs, étaient d'origine troyenne.
Au Moyen Âge, en particulier dans ses derniers siècles, les origines troyennes de la nation et de la dynastie française sont rappelées par les écrivains et les historiens. Les rois, les nobles et les grandes cités soucieuses de s'enraciner dans un passé prestigieux mettent en avant cette glorieuse ascendance. Nicolas Fréret fut jeté à la Bastille, car il affirmait que les Francs étaient un peuple germanique. Toute histoire nationale commence par le récit des migrations des princes troyens. Or, la matière de France est depuis le XIIe siècle la forme privilégiée de l'histoire, celle qui intéresse le plus large public.

## La légende de l'origine troyenne des Belges
Les Belges du Haut Moyen Âge étant issus des Francs et des Gaulois, les légendes de l'origine troyenne des Belges pourraient être considérées comme formant un sous-ensemble de la légende de l'origine troyenne des Francs et des Gaulois. Elle semble avoir été plus développée en Gaule Belge.
- Bavay ancienne capitale des Nerviens se serait appelé Belges et aurait bien avant l'invasion romaine été fondée par un ancien troyen (Bavo, de la famille de Priam) qui en aurait fait pour plusieurs siècles capitale de la Gaule belgique, fut selon d'anciens auteurs repris par le moine cordelier et chroniqueur Jacques de Guyse.

- Tongres revendique le titre de plus ancienne ville de Belgique, en raison de sa résistance héroïque à Jules César, mais avait aussi selon un fond légendaire proche une origine troyenne, bien antérieure aux conquêtes romaines, selon ce qu'en rapportaient Vita Servatii à Maastricht au XIe siècle et Jocundus. Des versions divergentes de la fondation troyenne sont rapportées par Jacques de Guyse et Jean d’Outremeuse.

Des siècles et plus de 1000 ans après les époques correspondant à ces fondations mythiques, des chroniqueurs médiévaux continuaient à invoquer cette ascendance, tel par exemple Lucius de Tongres ou avant lui au Ve siècle, l'évêque gallo-romain Apollinaris Sidonius qui écrivait « Quelle douleur pour les Arvernes de se voir asservis, eux qui, si nous rappelons l'antiquité, osaient autrefois se dire les frères des Latins et qui rapportaient leur origine au sang troien ! ». L'origine exacte de ce mythe et sa date de diffusion dans ces régions ne sont pas encore élucidées.
L'auteur médiéval Louis Guichardin selon une version légendaire (peut-être créée par les religieux de Tournai pour essayer d'obtenir leur indépendance) nomme « Turnus » le roi qui combattit César et qui donna son nom à la cité, ce qui pour Isabelle Glorieux évoque aussi l'Énéide.

## La légende de l'origine troyenne des Vénètes et des Vénitiens
La légende de l'origine troyenne des Vénètes est une légende apparue dans l'Antiquité donnant aux habitants de la Vénitie une origine troyenne. De nombreuses villes vénètes auraient ainsi été fondées par des Troyens fuyant la destruction de leur ville. Celle légende subit au Moyen Âge à une évolution permettant d'introduire Venise dans ce récit mythique. Le Troyen Anténor joue un rôle déterminant dans ces récits légendaires.

## La légende de l'origine troyenne des Bretons
Selon Geoffroy de Monmouth, le premier roi de la Grande-Bretagne aurait été Brutus de Bretagne, petit-fils d’Énée, et aïeul du roi Arthur. L’odyssée de Brutus ancêtre des Bretons fut popularisée en France par le Roman de Brut. Par Bretons, on entend les habitants de l’île de Bretagne, la Grande-Bretagne actuelle, avant l'arrivée des Anglo-Saxons, mais aussi de l'Armorique. En effet, les Bretons d'Armorique sont les descendants de Bretons de Grande-Bretagne qui ont fui les Angles et les Saxons. Transplantés sur le continent, ils y importèrent leur langue celtique. D'ailleurs au Moyen Âge, les Bretons et les habitants de Cornouailles et du Pays de Galles pouvaient aisément se comprendre. Ils étaient perçus comme formant un seul peuple, le peuple originel de la Grande-Bretagne. Les Bretons armoricains reprirent donc logiquement à leur compte l'héritage de Brutus comme l'a démontré dans ses travaux, Jacques Poucet, professeur émérite de l'Université de Louvain et membre de l'académie royale de Belgique.
En Angleterre, le mythe des origines troyennes ne fut pas aussi populaire qu'en France pour trois raisons. Premièrement, il apparut beaucoup plus tardivement qu'en France, en l'occurrence près de cinq siècles plus tard. Deuxièmement, il fut introduit par Geoffroy de Monmouth afin de donner une légitimité bretonne aux conquérants normands en mettant de côté le peuple anglo-saxon. Les normands venus en Angleterre imposer leur domination aux Anglo-saxons sont en quelque sorte les vengeurs de anciens habitants breton de l'île. De fait, les origines troyennes mises en avant par Geoffroy de Monmouth et ses successeurs ne concernaient que les Bretons, c'est-à-dire les habitants celtes de la Grande-Bretagne. Or, les Anglais se voulaient les descendants des Angles et des Saxons qui ont vaincu et refoulé les Bretons au Pays de Galles, en Cornouailles et en Armorique. Le peuple anglais ne pouvaient donc se réclamer de Brutus de Bretagne. Or, la noblesse et la dynastie anglaises étaient d'origine française et furent longtemps francophones. Quand se produit l'assimilation de ces élites au peuple anglais, ce qui se traduisit notamment par l'adoption de la langue anglaise, l'utilisation du thème des origines troyennes comme mythe identitaire commun devint difficile.

## La légende de l'origine troyenne des Normands
La légende de l'origine troyenne des Normands a été créée par des chroniqueurs médiévaux soucieux de donner aux princes qui dirigeaient la Normandie une origine troyenne considérée comme prestigieuse. L'objectif des inventeurs de cette légende était de donner une légitimité historique aux princes normands et de les appuyer dans leur prétention à jouer un rôle de premier plan dans le concert des royaumes de l'Occident tout en les intégrant davantage dans l'Europe latine et chrétienne. Elle a été développée en particulier par trois auteurs : Dudon de Saint-Quentin, Guillaume de Jumièges ou Benoît de Sainte-Maure. Mais elle fut vite contestée, notamment par Saxo Grammaticus et son empreinte sur la culture historique médiévale fut moins durable forte que celle de la légende troyenne de l'origine des Francs.

### Sources primaires imprimées
- P. Heuzé, L’Énéide, Virgile, Édition Marketing, coll. « Ellipses », 1999,  (ISBN 2-7298-4974-2).
- Tite-Live, L'Histoire romaine, I, 1, 1-3, trad. D. De Clercq, 2001.
- Tacite, Annales, XVI, 21, 1.
- Frédégaire, Historia Francorum : François Guizot dans sa « Collection des mémoires relatifs à l'histoire de France » à la suite de l’Histoire des Francs de Grégoire de Tours, librairie Brière, Paris, Texte en ligne.
- Dudon de Saint-Quentin, De moribus et actis primorum Normanniae ducum, Mémoires de la Société des antiquaires de Normandie, éd. Jules Lair, Caen, 1865, I, 3, p. 130.
- Geoffroy de Monmouth, Histoire des rois de Bretagne, traduit et commenté par Laurence Mathey-Maille, Les Belles lettres, coll. « La Roue à livres », Paris, 2004  (ISBN 2-251-33917-5).
- Le Livre de l'Histoire des Francs : Liber Historiae Francorum (trad. du latin par Nathalie Desgrugillers-Billard), Clermont-Ferrand, éditions Paleo, 2007, 291 p. (ISBN 978-2-84909-240-8 et 2-84909-240-1).